# Tammy Cleland
Pour les articles homonymes, voir Cleland.
Tammy Cleland, née le 26 octobre 1975 à Sanford (Floride), est une nageuse synchronisée américaine.

## Carrière
Lors des Jeux olympiques de 1996 à Atlanta, Tammy Cleland est sacrée championne olympique par équipes avec Suzannah Bianco, Becky Dyroen-Lancer, Heather Pease, Jill Savery, Nathalie Schneyder, Heather Simmons-Carrasco, Jill Sudduth, Emily Lesueur et Margot Thien. Elle participe aussi aux Jeux olympiques d'été de 2000 à Sydney où elle se classe cinquième avec le ballet américain.